# DJK Abenberg
Die DJK Abenberg ist ein Sportverein aus der mittelfränkischen Kleinstadt Abenberg. In dem Verein werden die Sportarten Aerobic, Damengymnastik, Fußball, Handball, Kegeln, Leichtathletik, Seniorensport, Skisport, Tennis, Turnen, Walking und Wandern angeboten. Daneben gibt es Abteilungen für Bauchtanz und Mutter-Kind-Turnen sowie eine Krabbelgruppe und eine Blasmusikabteilung. Derzeit hat der Verein 1083 Mitglieder (Stand: 10. Oktober 2009).

## Geschichte
Der Verein wurde im Jahr 1920 als katholischer Sportverein der Deutschen Jugendkraft gegründet. Mit dem Verbot konfessioneller Sportvereine in der Zeit des Nationalsozialismus kam das Vereinsleben 1935 zum Erliegen. Erst 1958 wurde der Verein mit den Abteilungen Fußball, Leichtathletik und Tischtennis wieder gegründet.
Ende der 1970er Jahre und zu Beginn der 1980er Jahre spielte die Fußballmannschaft des Vereins in der mittelfränkischen Bezirksliga. Größter sportlicher Erfolg war 1978 die Teilnahme am DFB-Pokal. In der 1. Hauptrunde unterlag die Mannschaft beim Bundesligisten SV Darmstadt 98 mit 1:4.